# Helophorus fulgidicollis
Helophorus fulgidicollis é uma espécie de insetos coleópteros polífagos pertencente à família Hydrophilidae.
A autoridade científica da espécie é Motschulsky, tendo sido descrita no ano de 1860.
Trata-se de uma espécie presente no território português.